# نيكولاي بويارينتسيف
نيكولاي بويارينتسيف هو لاعب كرة قدم روسي في مركز الهجوم، ولد في 16 أبريل 1988 في نيجني نوفغورود في روسيا. لعب مع FC Nizhny Novgorod (2007) ‏.